# Port lotniczy Newark-Liberty

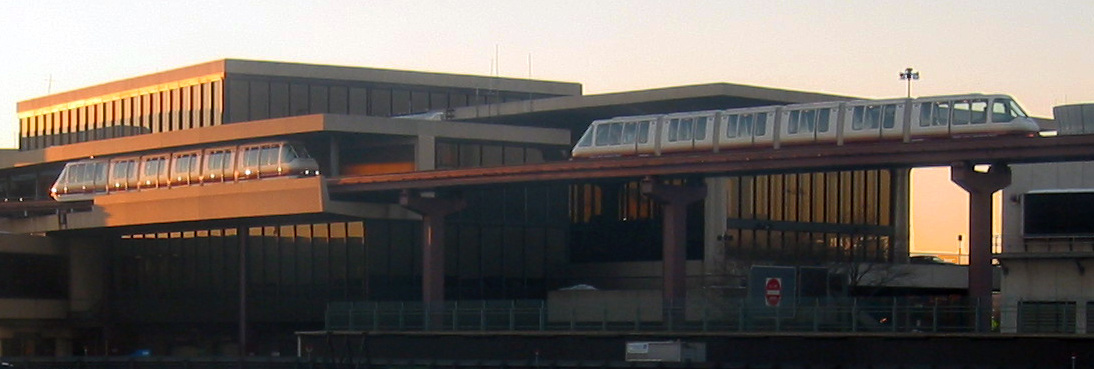
Kolejka nadziemna

Port lotniczy Newark-Liberty (ang.: Newark Liberty International Airport, od 1970 do 11 września 2002 Newark International Airport, do 1970 Newark Airport, kod IATA: EWR, kod ICAO: KEWR) – międzynarodowe lotnisko położone na granicy miast Newark i Elizabeth, 15 km na południowy zachód od centrum Nowego Jorku. Jest to drugi najruchliwszy port lotniczy aglomeracji nowojorskiej po porcie lotniczym Nowy Jork-John F. Kennedy, wyprzedzając port lotniczy Nowy Jork-LaGuardia.
Port jest hubem lotniczym dla United Airlines, która wraz ze swoją spółką córką United Express łączy Newark ze 164 miastami na całym świecie. W 2024 linia odpowiadała za 67% ruchu lotniczego.

## Linie lotnicze i połączenia
Lotnisko obsługiwane jest przez 36 linii lotniczych, które oferują bezpośrednie połączenia do 185 portów lotniczych w 60 krajach:
| Linia lotnicza                | Kierunek |
| ----------------------------- | --- |
| Aer Lingus                    | 1. Dublin |
| Aeroméxico                    | 1. Meksyk |
| Air Canada                    | 1. Calgary 2. Toronto-Pearson 3. Vancouver |
| Air Canada Express            | 1. Halifax 2. Montréal-Trudeau 3. Toronto-Pearson |
| Air France                    | 1. Paryż-Charles de Gaulle |
| Air India                     | 1. Delhi 2. Mumbaj |
| Air Premia                    | 1. Seul-Inczon |
| Alaska Airlines               | 1. Los Angeles 2. Portland (OR) 3. San Diego 4. San Francisco 5. Seattle-Tacoma |
| Allegiant Air                 | 1. Appleton 2. Asheville 3. Cincinnati 4. Des Moines 5. Destin 6. Flint 7. Knoxville Sezonowo: 1. Grand Rapids 2. Savannah |
| American Airlines             | 1. Charlotte 2. Chicago-O'Hare 3. Dallas-Fort Worth 4. Miami 5. Phoenix |
| American Eagle                | 1. Chicago-O'Hare |
| Arajet                        | 1. Santo Domingo-Las Américas |
| Austrian Airlines             | 1. Wiedeń |
| Breeze Airways                | 1. Charleston (WV) |
| British Airways               | 1. Londyn-Heathrow |
| Delta Airlines                | 1. Atlanta 2. Detroit 3. Minneapolis 4. Salt Lake City |
| Delta Connection              | 1. Boston 2. Cincinnati 3. Raleigh-Durham |
| EgyptAir                      | 1. Kair |
| El Al                         | 1. Tel Awiw |
| Emirates                      | 1. Ateny 2. Dubaj |
| Ethiopian Airlines            | 1. Addis Abeba |
| French Bee                    | 1. Paryż-Orly |
| Frontier Airlines             | 1. Atlanta 2. / San Juan |
| Icelandair                    | 1. Reykiavik-Keflavík |
| JetBlue                       | 1. / Aruba 2. Cancún 3. Fort Lauderdale 4. Fort Myers 5. Orlando 6. Punta Cana 7. / San Juan 8. Santiago de los Caballeros 9. Tampa 10. West Palm Beach Sezonowo: 1. Los Angeles 2. Santo Domingo-Las Américas |
| La Compagnie                  | 1. Mediolan-Malpensa 2. Paryż-Orly Sezonowo: 1. Nicea Sezonowe czartery: 1. / Sint Maarten |
| LOT                           | 1. Warszawa-Chopin Sezonowo: 1. Kraków 2. Rzeszów |
| Lufthansa                     | 1. Frankfurt 2. Monachium |
| Porter Airlines               | 1. Montréal-Trudeau 2. Ottawa 3. Toronto-Billy Bishop |
| SAS                           | 1. Kopenhaga 2. Oslo-Gardermoen 3. Sztokholm-Arlanda |
| Singapore Airlines            | 1. Singapur |
| Spirit Airlines               | 1. Atlanta 2. Austin 3. Boston 4. Charleston (SC) 5. Charlotte 6. Chicago-O'Hare 7. Columbus 8. Dallas-Fort Worth 9. Detroit 10. Fort Lauderdale 11. Houston-Intercontinental 12. Indianapolis 13. Kansas City 14. Las Vegas 15. Los Angeles 16. Miami 17. Myrtle Beach 18. Nashville 19. Orlando 20. Pittsburgh 21. San Antonio Sezonowo: 1. Tampa |
| Sun Country Airlines          | 1. Minneapolis |
| Swiss International Air Lines | 1. Zurych |
| TAP Portugal                  | 1. Lizbona 2. Porto |
| Turkish Airlines              | 1. Stambuł |
| United Airlines               | 1. / Aguadilla 2. Amsterdam 3. Antigua 4. / Aruba 5. Atlanta 6. Austin 7. Barcelona 8. Barbados 9. Berlin 10. / Bermudy 11. Bogotá 12. / Bonaire 13. Boston 14. Bozeman 15. Bruksela 16. Buffalo 17. Cancún 18. Kapsztad 19. Charleston (SC) 20. Charlotte 21. Chicago-O'Hare 22. Cincinnati 23. Cleveland 24. / Curaçao 25. Dallas-Fort Worth 26. Delhi 27. Denver 28. Detroit 29. Dominika 30. Dubaj 31. Dublin 32. Edynburg 33. Fort Lauderdale 34. Fort Myers 35. Frankfurt 36. Genewa 37. Gwatemala 38. Houston-Intercontinental 39. Jacksonville (FL) 40. Johannesburg 41. Key West 42. Las Vegas 43. Lima 44. Lizbona 45. Londyn-Heathrow 46. Los Angeles 47. Madera 48. Madison 49. Madryt 50. Marakesz 51. Memphis 52. Meksyk 53. Miami 54. Mediolan-Malpensa 55. Minneapolis 56. Montego Bay 57. Monachium 58. Nashville 59. Nassau 60. Nowy Orlean 61. Orange County 62. Orlando 63. Panama 64. Paryż-Charles de Gaulle 65. Phoenix 66. Pittsburgh 67. Portland (OR) 68. / Providenciales 69. Puerto Plata 70. Puerto Vallarta 71. Punta Cana 72. Raleigh-Durham 73. Rzym-Fiumicino 74. Sacramento 75. Salt Lake City 76. San Antonio 77. San Diego 78. San Francisco 79. San José 80. San José del Cabo 81. / San Juan 82. San Pedro Sula 83. San Salvador 84. Santiago de los Caballeros 85. Santo Domingo-Las Américas 86. São Paulo-Guarulhos 87. Sarasota 88. Savannah 89. Seattle-Tacoma 90. Saint Louis 91. Saint Lucia 92. / Sint Maarten 93. / Saint Thomas 94. Tampa 95. Tel Awiw (zawieszone) 96. Tokio-Haneda 97. Tokio-Narita 98. Waszyngton-Dulles 99. West Palm Beach 100. Zurych Sezonowo: 1. Albuquerque 2. Anchorage 3. Ateny 4. Belize City 5. Bilbao 6. Burlington (VT) 7. Columbus 8. Cozumel 9. Dubrownik 10. Eagle 11. Faro 12. Wielki Kajman 13. Greenville 14. Hayden 15. Indianapolis 16. Jackson Hole 17. Kansas City 18. Liberia 19. Malaga 20. Milwaukee 21. Montrose 22. Myrtle Beach 23. Neapol 24. Nicea 25. Norfolk 26. /Nuuk 27. Palermo 28. Palma de Mallorca 29. Ponta Delgada 30. Portland (ME) 31. Porto 32. Port-of-Spain 33. Reykjavík-Keflavík 34. Rochester (NY) 35. Savannah 36. Shannon 37. Saint Kitts 38. Sztokholm-Arlanda 39. Syracuse 40. Vancouver 41. Wenecja |
| United Express                | 1. Atlanta 2. Austin 3. Bangor 4. Boston 5. Buffalo 6. Burlington (VT) 7. Charleston (SC) 8. Charlotte 9. Cincinnati 10. Cleveland 11. Columbus 12. Detroit 13. Grand Rapids 14. Greensboro 15. Greenville 16. Indianapolis 17. Ithaca 18. Jacksonville (FL) 19. Kansas City 20. Key West 21. Louisville 22. Madison 23. Memphis 24. Milwaukee 25. Minneapolis 26. Montréal-Trudeau 27. Myrtle Beach 28. Nashville 29. Nowy Orlean 30. Norfolk 31. Ottawa 32. Pittsburgh 33. Portland (ME) 34. Quebec 35. Raleigh-Durham 36. Richmond 37. Rochester (NY) 38. Sarasota 39. Savannah 40. Saint Louis 41. Syracuse 42. Toronto-Pearson 43. Waszyngton-Dulles 44. Waszyngton-Ronald Reagan 45. West Palm Beach 46. Wilmington (NC) Sezonowo: 1. Asheville 2. Halifax 3. Hilton Head 4. Nantucket 5. Pensacola 6. Traverse City |
| Volaris                       | 1. Guadalajara (od 2 lipca 2025) |
| Volaris El Salvador           | 1. San Salvador (od 3 lipca 2025) |